# Mašići (Gradiška)
Pour les articles homonymes, voir Mašići.
Mašići (en serbe cyrillique : Машићи) est un village de Bosnie-Herzégovine. Il est situé dans la municipalité de Gradiška et dans la république serbe de Bosnie. Selon les premiers résultats du recensement bosnien de 2013, il compte 1 252 habitants.

## Démographie

### Évolution historique de la population dans la localité
| 1948 | 1953 | 1961  | 1971  | 1981  | 1991  | 2013  |
| ---- | ---- | ----- | ----- | ----- | ----- | ----- |
| -    | -    | 1 436 | 1 352 | 1 400 | 1 359 | 1 252 |

|  |